# Pakistanische Badmintonmeisterschaft 1960
Die Pakistanische Badmintonmeisterschaft 1960 fand in Bahawalpur statt. Es war die sechste Austragung der nationalen Meisterschaften von Pakistan im Badminton.

## Titelträger
| Disziplin    | Sieger                       |
| ------------ | ---------------------------- |
| Herreneinzel | Akram Baig                   |
| Dameneinzel  | Gemma Rodricks               |
| Herrendoppel | Masood Khan Nazir Rajput     |
| Damendoppel  | Gemma Rodricks T. Concepcion |
| Mixed        | Masood Khan Neeloufar Ahmed  |